# Vepris bremekampii
Vepris bremekampii là một loài thực vật có hoa trong họ Cửu lý hương. Loài này được (I. Verd.) Mziray miêu tả khoa học đầu tiên năm 1992.